# Peresiji
Peresiji is een plaats in de gemeente Svetvinčenat in de Kroatische provincie Istrië. De plaats telt 28 inwoners (2001).